# Francisco de Borja Téllez Girón, książę Osuny
Francisco de Borja Téllez Girón, książę Osuny (hiszp. Francisco de Borja Téllez y Girón, X duque de Osuna) – obraz olejny hiszpańskiego malarza Francisca Goi (1746–1828) przedstawiający hiszpańskiego arystokratę.

## Francisco de Borja Téllez-Girón y Pimentel
Francisco de Borja Téllez-Girón y Pimentel, X książę Osuny (1785–1820) był hiszpańskim arystokratą. W 1808 towarzyszył królowi Ferdynandem VII w podróży do Bajonny na spotkanie z Napoleonem, w wyniku którego hiszpańscy monarchowie zostali odsunięci od tronu. W czasie wojny wyzwoleńczej toczonej przeciwko Francuzom przeniósł się z rodziną ze stolicy do Kadyksu, gdzie poparł konstytucję. Po przywróceniu monarchii absolutnej Ferdynanda VII został pozbawiony stanowiska, odmówiono mu także pozwolenia na opuszczenie Madrytu, o które ubiegał się ze względu na zły stan zdrowia. Ostatecznie wyjechał do Pozuelo de Alarcón, gdzie zmarł w 1820.

## Okoliczności powstania
Rodzice Francisca, księstwo Osuny Pedro i María Josefa Pimentel y Téllez-Girón, należeli do czołowych przedstawicieli hiszpańskiego oświecenia. Roztaczali mecenat nad naukowcami i artystami epoki, do których należał Francisco Goya. W latach 1785–1817 Goya namalował dla nich około 30 dzieł – portrety patronów i ich dzieci, sceny religijne, a także serię obrazów gabinetowych, których tematem były czarownice i gusła. Na obrazie Książę i księżna Osuny z dziećmi trzyletni Francisco stoi po lewej stronie, obok matki. W 1816 Francisco zlecił Goi wykonanie swojego portretu, który powstał w sierpniu tego samego roku. Goya otrzymał 10000 reali de vellón, które wypłacono dopiero w kwietniu 1817 z powodu złej sytuacji finansowej księcia. Namalowane w tym samym roku portrety Francisca i jego siostry, księżnej Abrantes były ostatnimi, które Goya wykonał dla arystokracji.

## Opis obrazu
Obraz przypomina inne portrety młodych arystokratów namalowane przez Goyę przed wojną, m.in. Portret markiza San Adrián z 1804. Książę został przedstawiony w całej postaci, punkt widzenia jest położony nisko, taka perspektywa dodatkowo powiększa jego osobę. Krzyżując nogi, opiera się o skałę, na której zostawił kapelusz, jego włosy są potargane wiatrem. Ma na sobie strój jeździecki. W lewej ręce trzyma bat, a w prawej list, któremu poświęca całą swoją uwagę. Nie znając jego zawartości, można wywnioskować, że nie jest to dobra wiadomość, ponieważ twarz księcia wyraża smutek i rezygnację. Malarz odzwierciedla zarówno osobowość, jak i nastrój modela. Na dalszym i niższym planie widać sługę, który prowadzi konia i z podziwem patrzy na księcia. 
Dominują szarawe odcienie, nawet żółć spodni i rękawiczek jest zgaszona szarością. W tle widać krajobraz z ołowianym, burzowym niebem, nadający portretowi romantyczny charakter.

## Szkice przygotowawcze
W zbiorach Prado znajduje się rysunek przygotowawczy wykonany tuszem i czarną kredką. Istniał także olejny szkic na desce, który według katalogu Eustaquia Lópeza z 25 maja 1866 należał do wnuka artysty, Mariana Goi. Następnie należał do Ehrich Galleries w Nowym Jorku i Kunsthalle Bremen, gdzie w czasie II wojny światowej zaginął lub został zniszczony. Atrybucja tego szkicu nie została potwierdzona. Według Sáncheza Cantóna do obu szkiców mógł pozować syn Goi, Javier. Niektórzy historycy wskazują na podobieństwo z angielskim portretem pt. Ludwik Filip, książę Orleanu Joshuy Reynoldsa o zbliżonej kompozycji ze sługą prowadzącym konia w tle. Goya mógł znać tę podobiznę księcia z rycin Johna Raphaela Smitha.

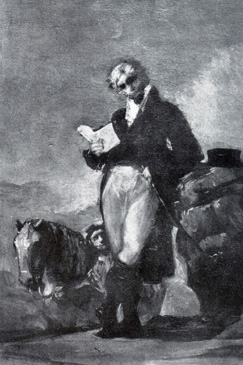
Szkic przygotowawczy (zaginiony)
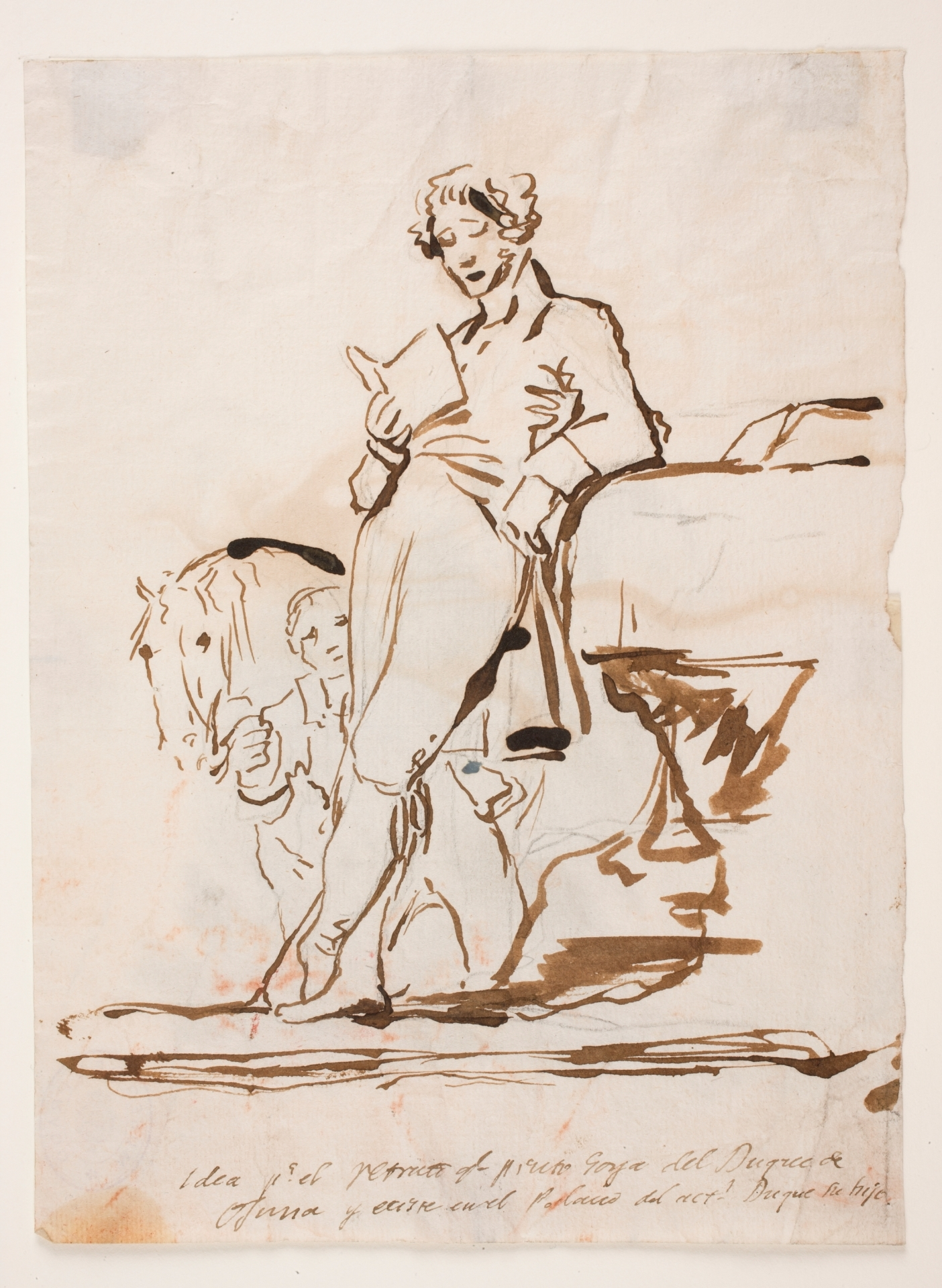
Szkic przygotowawczy (Prado)
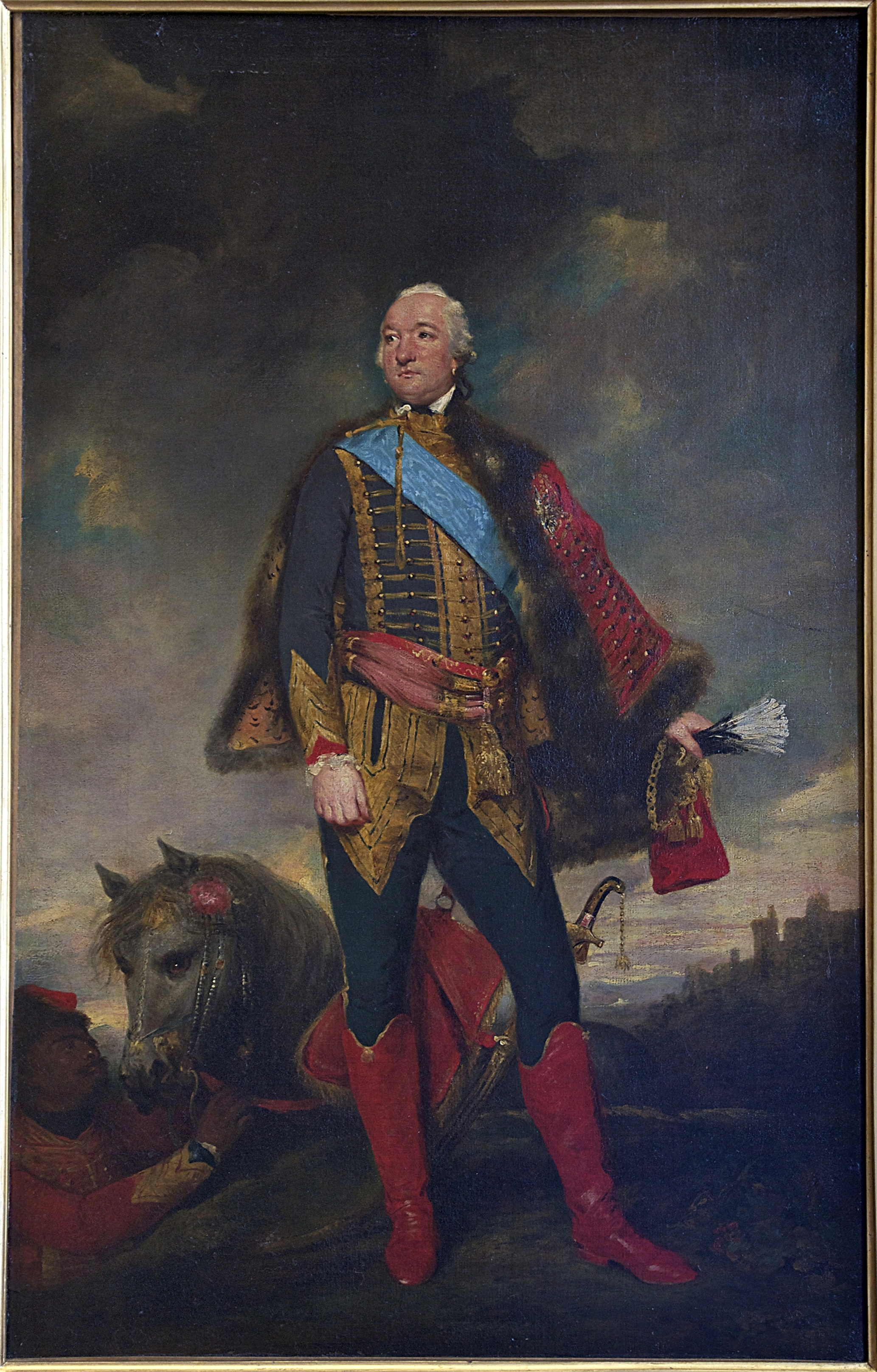
Ludwik Filip, książę Orleanu Reynoldsa, prawdopodobne źródło inspiracji

## Proweniencja
Majątek książąt został w dużej części roztrwoniony przez ich spadkobierców, zwłaszcza XII księcia Osuny Mariana Téllez-Girón. W 1896 w Madrycie odbyła się publiczna licytacja posiadłości i kolekcji dzieł sztuki należących do rodziny. Portret księcia został zakupiony przez Léona Bonnata do jego prywatnej kolekcji, która stała się częścią Musée Bonnat-Helleu w Bajonnie.